# 全ギリシャ社会主義運動
全ギリシャ社会主義運動（ぜんギリシャしゃかいしゅぎうんどう、ギリシア語: Πανελλήνιο Σοσιαλιστικό Κίνημα、ラテン文字転写：Panellinio Sosialistiko Kinima、略称：ΠΑΣΟΚ（PASOK）、英語: Panhellenic Socialist Movement）は、2018年3月まで存在していたギリシャの中道左派、社会民主主義政党。社会主義インターナショナル加盟。
2012年以前までは、ギリシャにおける二大政党の一翼を担っていた。2018年に「変化のための運動」が結成された事で党の活動に幕を降ろした。

## 歴史
ギリシャの軍事政権の崩壊および民主政治の回復により、1974年9月に設立された。創設者は、アンドレアス・パパンドレウ（第128・154・156代首相ゲオルギオス・パパンドレウの息子）。当時の政治目標は「全国独立、主権在民主義、社会解放、民主プロセス」の4つを掲げていた。パパンドレウはマルクス経済学の学者であり、当初のPASOKは左派ナショナリズムかつ急進的な社会主義の色彩が強く、当時ユーロコミュニズムの旗手であったイタリア共産党を右寄りと批判するほどの急進左派政党だった。
1974年11月の選挙では、コンスタンディノス・カラマンリス率いる保守政党、新民主主義党（ND）が第1党となり、PASOKは投票率13.5%で、15の議席を得るに留まった。1977年11月の選挙では、前回選挙の2倍の得票を得て、92の議席を獲得した。
1981年10月の選挙でPASOKは得票率48%、173議席を獲得、ギリシャ初の左派政権を樹立した。パパンドレウはNATOへギリシャが参加を続けるか脱退するか、EEC（後のEU）へ加盟するかの問題で、NATO・EECへの脱退・不参加を訴えて選挙キャンペーンを行なったが、政権獲得後すぐに考えを変更し、EECへのギリシャ加盟のための再交渉を始めた。
1985年には、PASOK政権が、大統領が持つ権限をほとんど無くし、首相および内閣により権限を与えるよう憲法を改正するなど、徹底的な社会改革が実行された。1985年6月の選挙でPASOKの得票率は45%で161の議席を維持した。1989年6月の選挙ではPASOKの得票率は40%まで落ちた。この選挙結果の影響で政府は行き詰まり、事態を打開すべく11月に行われた別の選挙は同じ結果を生んだ。政治危機が続いた後、1990年4月の3度目の選挙によりNDへ政権は移行した。この頃、冷戦が終結したこともあって社会主義インターナショナルにようやく参加している。欧州の主要な社会民主主義政党では、もっとも遅い方の加盟であった。
パパンドレウが、クレタ・スキャンダル事件においてクレタ銀行の不正に関与した疑いで起訴された時、PASOKは内部対立を起こし危機に陥った。パパンドレウは最終的に無罪が確定した。また、1993年10月の選挙でパパンドレウは、勢力を回復するためにマケドニアとキプロスの問題に対して愛国心に訴える主張を行い成功した。1995年には、パパンドレウの健康が悪化を始めた。PASOKはリーダシップを発揮できる者がいない危機的状況に陥った。
1996年1月、パパンドレウは健康問題により首相辞任を余儀なくされた。後任の首相にはPASOKの近代化を訴える西欧統一主義派の候補であるコンスタンディノス・シミティス元商工業大臣が就任した。同年6月、パパンドレウは死去した。
1996年9月の選挙で、シミティスは、ギリシャがユーロ圏に入ることを主張した（パパンドレウ時代優勢だったPASOK内のギリシャ民族主義的勢力は減退していた）。1997年9月にはギリシャでの2004年アテネオリンピック大会開催を決める事に成功した。2004年1月、シミティスはPASOK支持の低迷を理由に党首辞任を発表。
2004年2月8日に党首選挙が行なわれ、創立者アンドレアス・パパンドレウの息子ゲオルギオス・アンドレアス・パパンドレウ（祖父と同名）が就任した。しかし、2004年3月7日の総選挙によってPASOKは政権を失い、再び野党となった。2007年の総選挙では、与党NDの支持率が下っていたものの、PASOKも支持率を落とし、議席数をさらに減らす結果となった。
2009年10月に行われた総選挙では得票率を伸ばして、過半数となる160議席を獲得。5年ぶりに政権を奪回した。しかし、政権奪回直後にND政権下での巨額の債務隠し問題が発覚し、ギリシャ経済は経済危機に陥った。経済危機のなか2011年にパパンドレウは首相を辞任し、翌2012年には党首も辞任。エヴァンゲロス・ヴェニゼロス財務相が党首に就任した。与野党合意によって行われた2012年5月の総選挙では緊縮財政政策に対する国民からの反発を受けて支持を大幅に減らし、得票は前回選挙の44％から13％に激減、41議席の獲得に留まって第3党に転落、結党以来最低の結果となった。
総選挙後の政権交渉が失敗に終わった結果、6月に行われた総選挙では数議席減となった。6月20日、選挙で第1党となったNDと連立政権を発足させることで合意が成立したが、PASOK自体は閣外協力を選択した。2015年1月25日に行われた総選挙では、選挙直前に元首相・前党首のパパンドレウがPASOKを離党して新党「民主社会主義運動」を結成したことも影響して前回よりさらに議席と得票率を減らし、極右の黄金の夜明けや共産主義を掲げるギリシャ共産党にも抜かれ、議会第六党にまで落ち込んだ。同年9月に再び行われた総選挙では民主左派と政党連合を組み、前回より4議席増の17議席を獲得して第4党になった。
2017年7月、PASOKは広範な中道左派勢力を結集した新たな政党の結成を発表。11月に党名を「変革のための運動」 (KINAL; ギリシア語: Κίνημα Αλλαγής (ΚΙΝΑΛ), Kinima Allagis) とする事を決定。2018年3月、中道左派政党のポタミ（川の意味）や他の社会民主主義者と共にKINALを結成。

## 註
1. ↑  古代以来ギリシャ人には長男に祖父の名前をつけるという慣習がある。
2. ↑  “ギリシャ総選挙 二大政党　得票6割減”. しんぶん赤旗. (2012年5月8日) 2012年5月8日閲覧。
3. ↑  “緊縮派の新政権発足へ＝サマラス氏が首相就任－左派２党が閣外協力・ギリシャ”. 時事ドットコム. (2012年6月20日) 2012年6月24日閲覧。
4. ↑  “Κίνημα Δημοκρατών Σοσιαλιστών, το κόμμα Παπανδρέου”. in.gr. (2015年1月3日) 2015年2月1日閲覧。
5. ↑  “ギリシャ総選挙2015：パパンドレウ元首相、新党結成”. GreeceJapan. (2015年1月14日) 2015年2月1日閲覧。
6. ↑  “New Center-Left Party to Be Formed by December in Greece”. (2017年7月1日) 2018年4月5日閲覧。
7. ↑  “Movement of Change: Greek Centre-Left Coalition Unveils Name”. GreekReporter.com. (2017年11月28日) 2018年4月5日閲覧。
8. ↑  “New center-left party wraps up inaugural conference, unveils new logo”. ekathimerini.com. (2018年3月18日) 2018年4月5日閲覧。